# Sobre el cielo y la tierra
Sobre el cielo y la tierra es un libro publicado en el año 2010, escrito por el entonces cardenal Jorge Mario Bergoglio (más tarde papa Francisco) y el rabino Abraham Skorka, ambos argentinos.
El libro trata sobre la fe, la familia y la Iglesia católica en el siglo XXI, cuestiones teológicas de ambas religiones y otros temas como el Holocausto, la homosexualidad o el capitalismo.
Fue publicado en español en el año 2010, y en inglés el día 7 de mayo del año 2013 con el título de On Heaven and Earth: Pope Francis on Faith, Family, and the Church in the Twenty-first Century
(Sobre el cielo y la tierra: el Papa Francisco sobre la fe, la familia y la Iglesia en el siglo XXI).